# Categoría Primera B 2015
Die Categoría Primera B 2015, nach einem Sponsor auch Torneo Águila genannt, war die sechsundzwanzigste Spielzeit der zweiten kolumbianischen Spielklasse im Fußball der Herren. Vorjahresmeister war Jaguares de Córdoba. Neben Jaguares stiegen auch Cúcuta Deportivo und Cortuluá über eine besondere Aufstiegsrunde für acht Traditionsvereine der zweiten Liga in die Categoría Primera A auf, die im Januar 2015 ausgetragen wurde. Absteiger aus der ersten Liga ist Fortaleza FC.
Als erster Aufsteiger stand einen Spieltag vor Ende der Finalrunde Atlético Bucaramanga fest, das auch bereits die Ligaphase dominiert hatte und mit elf Punkten Vorsprung als Erster abgeschlossen hatte. Den zweiten Aufstiegsplatz konnte sich der Vorjahresabsteiger Fortaleza FC sichern.
Meister wurde Atlético Bucaramanga, das sich im Finale gegen Fortaleza durchsetzen konnte. Nach einem 2:0-Auswärtssieg im Hinspiel in Bogotá, reichte ein 0:0 im Rückspiel in Bucaramanga für den zweiten Zweitligatitel von Atlético Bucaramanga.

## Modus
Im Oktober 2014 beschloss die Dimayor eine Reduzierung der zweiten Liga auf 16 Mannschaften, bei gleichzeitiger Aufstockung der ersten Liga auf 20 Mannschaften. Vorausgegangen war eine Abnahme der Zuschauerzahlen in der ersten Liga aufgrund des Abstiegs vieler Traditionsvereine in die zweite Liga und aufgrund des Aufstiegs vieler neugegründeter Mannschaften, die keine große Fanbasis haben.
Es wird nur noch ein Turnier gespielt, in dem alle Mannschaften in Hin- und Rückspielen gegeneinander spielen. Zusätzlich gibt es zwei Spieltage mit Clásicos, an dem Spiele mit Derby-Charakter ausgetragen werden. Die ersten acht Mannschaften qualifizieren sich für die Finalrunde. Die Finalrunde besteht aus einer Gruppenphase mit zwei Gruppen mit jeweils vier Mannschaften, die in Hin- und Rückspielen die beiden direkten Aufsteiger ermitteln. Die beiden Gruppensieger spielen zudem in einem Finale den Meister aus.

## Vereine in der Categoría Primera B 2015
Die folgenden Vereine nehmen teil an der Spielzeit 2015. Deportivo Rionegro wurde in Leones FC umbenannt. Nachdem der Verein bereits im Vorjahr nach Bello umgezogen war, zog er Anfang 2015 nach Turbo. Expreso Rojo zog von Girardot nach Zipaquirá um.
| Mannschaft | Stadt                     | Stadion                                                                     | Kapazität                 |
| --- | ------------------------- | --------------------------------------------------------------------------- | ------------------------- |
| América de Cali | Cali Buga Bogotá Tuluá    | Pascual Guerrero 1 Azcárate Martínez Metropolitano de Techo Doce de Octubre | 35.405 8000 10.000 16.000 |
| Atlético Bucaramanga | Bucaramanga Floridablanca | Alfonso López 2 Álvaro Gómez Hurtado                                        | 28.000 12.000             |
| Barranquilla FC | Barranquilla              | Metropolitano                                                               | 58.000                    |
| Bogotá FC | Bogotá                    | Metropolitano de Techo                                                      | 10.000                    |
| Dépor FC | Cali Jamundí              | Pascual Guerrero 1 Cacique Jamundí                                          | 35.405 2500               |
| Deportes Quindío | Armenia                   | Centenario                                                                  | 20.716                    |
| Deportivo Pereira | Pereira                   | Hernán Ramírez Villegas                                                     | 31.192                    |
| Expreso Rojo | Zipaquirá Bogotá          | Los Zipas 3 Metropolitano de Techo                                          | 5000 10.000               |
| Fortaleza FC | Bogotá Zipaquirá          | Metropolitano de Techo Los Zipas                                            | 10.000 5000               |
| Leones FC | Turbo                     | John Jairo Tréllez                                                          | 10.000                    |
| Llaneros FC | Villavicencio             | Manuel Calle Lombana                                                        | 15.000                    |
| Real Cartagena | Cartagena                 | Jaime Morón León                                                            | 16.068                    |
| Real Santander | Floridablanca             | Álvaro Gómez Hurtado                                                        | 12.000                    |
| Unión Magdalena | Ciénaga                   | Municipal de Ciénaga 4                                                      | 10.000                    |
| Universitario Popayán | Popayán                   | Ciro López                                                                  | 5000                      |
| Valledupar FC | Valledupar                | Erasmo Camacho 5                                                            | 4000                      |
| 1 Während das Stadion in Cali wegen der Leichtathletik-Jugendweltmeisterschaften 2015 nicht benutzt werden durfte, trug América seine Heimspiele in Buga, Bogotá und Tuluá und Dépor seine Heimspiele in Jamundí aus.2 Atlético Bucaramanga trug wegen der Feria de Bucaramanga das Heimspiel gegen Real Cartagena in Floridablanca aus.3 Expreso Rojo trug einzelne Heimspiele in Bogotá aus.4 Das Heimstadion von Unión Magdalena ist ursprünglich das Estadio Eduardo Santos in Santa Marta, das aber aus Sicherheitsgründen nicht verwendet werden durfte.5 Das Heimstadion von Valledupar FC ist eigentlich das Estadio Armando Maestre Pavajeau, das sich aber im Umbau befand. |                           |                                                                             |                           |

## Ligaphase

### Tabelle
| Pl. | Verein                | Sp. | S  | U  | N  | Tore    | Diff. | Punkte |
| --- | --------------------- | --- | -- | -- | -- | ------- | ----- | ------ |
| 1.  | Atlético Bucaramanga  | 32  | 21 | 8  | 3  | 055:170 | +38   | 71     |
| 2.  | Deportivo Pereira     | 32  | 18 | 6  | 8  | 054:360 | +18   | 60     |
| 3.  | América de Cali       | 32  | 15 | 11 | 6  | 061:370 | +24   | 56     |
| 4.  | Fortaleza FC (A)      | 32  | 13 | 12 | 7  | 041:350 | +6    | 51     |
| 5.  | Real Cartagena        | 32  | 15 | 5  | 12 | 046:430 | +3    | 50     |
| 6.  | Leones FC             | 32  | 15 | 5  | 12 | 033:360 | −3    | 50     |
| 7.  | Unión Magdalena       | 32  | 12 | 12 | 8  | 037:280 | +9    | 48     |
| 8.  | Universitario Popayán | 32  | 12 | 11 | 9  | 036:300 | +6    | 47     |
| 9.  | Deportes Quindío      | 32  | 12 | 9  | 11 | 043:360 | +7    | 45     |
| 10. | Valledupar FC         | 32  | 10 | 8  | 14 | 038:450 | −7    | 38     |
| 11. | Bogotá FC             | 32  | 9  | 7  | 16 | 030:440 | −14   | 34     |
| 12. | Expreso Rojo          | 32  | 8  | 9  | 15 | 038:560 | −18   | 33     |
| 13. | Real Santander        | 32  | 8  | 8  | 16 | 036:520 | −16   | 32     |
| 14. | Barranquilla FC       | 32  | 7  | 10 | 15 | 023:370 | −14   | 31     |
| 15. | Llaneros FC           | 32  | 7  | 9  | 16 | 033:510 | −18   | 30     |
| 16. | Dépor FC              | 32  | 6  | 6  | 20 | 037:580 | −21   | 24     |

| (A) | Absteiger aus der Categoría Primera A: Fortaleza FC |

## Finalrunde
Bei Punktegleichstand ist der Tabellenplatz der Ligaphase entscheidend.

### Gruppe A
| Pl. | Verein                | Sp. | S | U | N | Tore    | Diff. | Punkte |
| --- | --------------------- | --- | - | - | - | ------- | ----- | ------ |
| 1.  | Atlético Bucaramanga  | 6   | 4 | 1 | 1 | 010:300 | +7    | 13     |
| 2.  | América de Cali       | 6   | 3 | 1 | 2 | 012:900 | +3    | 10     |
| 3.  | Real Cartagena        | 6   | 2 | 1 | 3 | 007:120 | −5    | 07     |
| 4.  | Universitario Popayán | 6   | 1 | 1 | 4 | 008:130 | −5    | 04     |

| 9. November 2015      |     |                       |                                         |
| Atlético Bucaramanga  | 3:0 | Real Cartagena        | Estadio Alfonso López, Bucaramanga      |
| 10. November 2015     |     |                       |                                         |
| América               | 3:2 | Universitario Popayán | Estadio Olímpico Pascual Guerrero, Cali |
| 15. November 2015     |     |                       |                                         |
| Real Cartagena        | 2:1 | América               | Estadio Jaime Morón León, Cartagena     |
| Universitario Popayán | 2:1 | Atlético Bucaramanga  | Estadio Ciro López, Popayán             |
| 18. November 2015     |     |                       |                                         |
| Real Cartagena        | 2:1 | Universitario Popayán | Estadio Jaime Morón León                |
| Atlético Bucaramanga  | 1:1 | América               | Estadio Alfonso López                   |
| 22. November 2015     |     |                       |                                         |
| Universitario Popayán | 1:1 | Real Cartagena        | Estadio Ciro López                      |
| 23. November 2015     |     |                       |                                         |
| América               | 0:1 | Atlético Bucaramanga  | Estadio Olímpico Pascual Guerrero       |
| 26. November 2015     |     |                       |                                         |
| América               | 3:1 | Real Cartagena        | Estadio Olímpico Pascual Guerrero       |
| Atlético Bucaramanga  | 1:0 | Universitario Popayán | Estadio Alfonso López                   |
| 29. November 2015     |     |                       |                                         |
| Real Cartagena        | 0:3 | Atlético Bucaramanga  | Estadio Jaime Morón León                |
| Universitario Popayán | 2:4 | América               | Estadio Ciro López                      |

### Gruppe B
| Pl. | Verein            | Sp. | S | U | N | Tore    | Diff. | Punkte |
| --- | ----------------- | --- | - | - | - | ------- | ----- | ------ |
| 1.  | Fortaleza FC      | 6   | 5 | 0 | 1 | 014:700 | +7    | 15     |
| 2.  | Deportivo Pereira | 6   | 4 | 1 | 1 | 012:500 | +7    | 13     |
| 3.  | Leones FC         | 6   | 1 | 1 | 4 | 005:100 | −5    | 04     |
| 4.  | Unión Magdalena   | 6   | 1 | 0 | 5 | 005:140 | −9    | 03     |

| 8. November 2015  |     |                   |                                          |
| Leones FC         | 0:3 | Fortaleza FC      | Estadio John Jairo Tréllez, Turbo        |
| Unión Magdalena   | 1:2 | Deportivo Pereira | Estadio Municipal de Ciénaga, Ciénaga    |
| 13. November 2015 |     |                   |                                          |
| Deportivo Pereira | 1:0 | Leones FC         | Estadio Hernán Ramírez Villegas, Pereira |
| 14. November 2015 |     |                   |                                          |
| Fortaleza FC      | 3:2 | Unión Magdalena   | Estadio Metropolitano de Techo, Bogotá   |
| 18. November 2015 |     |                   |                                          |
| Fortaleza FC      | 3:1 | Deportivo Pereira | Estadio Metropolitano de Techo           |
| Leones FC         | 1:2 | Unión Magdalena   | Estadio John Jairo Tréllez               |
| 22. November 2015 |     |                   |                                          |
| Deportivo Pereira | 4:0 | Fortaleza FC      | Estadio Hernán Ramírez Villegas          |
| Unión Magdalena   | 0:3 | Leones FC         | Estadio Municipal de Ciénaga             |
| 25. November 2015 |     |                   |                                          |
| Unión Magdalena   | 0:2 | Fortaleza FC      | Estadio Municipal de Ciénaga             |
| Leones FC         | 1:1 | Deportivo Pereira | Estadio John Jairo Tréllez               |
| 30. November 2015 |     |                   |                                          |
| Fortaleza FC      | 3:0 | Leones FC         | Estadio Metropolitano de Techo           |
| Deportivo Pereira | 3:0 | Unión Magdalena   | Estadio Hernán Ramírez Villegas          |

## Finale

### Hinspiel
| Paarung              | Fortaleza FC – Atlético Bucaramanga |
| Ergebnis             | 0:2 (0:0) |
| Datum                | 6. Dezember 2015 um 15:00 Uhr (UTC−5) |
| Stadion              | Estadio Metropolitano de Techo, Bogotá |
| Schiedsrichter       | Leonard Mosquera |
| Tore                 | 0:1 Daniel Cataño (55.) 0:2 Daniel Cataño (59.) |
| Fortaleza FC         | Juan Sebastián Duque; Camilo Blanco, Luciano Ospina, Marco Canchila, Wilmer Boyacá; John Duque (66. Carlos Duque), Kevin Londoño, Yorman Rueda, Kevin Salazar (73. Carlos Pérez); Carlos Rodríguez, Edis Ibargüen (49. Brayan Torres) Cheftrainer: Nilton Bernal |
| Atlético Bucaramanga | Andrés Mosquera; Jair Palacios, Danny Cano, Luis Payares, Christian Mafla, Carlos Giraldo; Luis Sierra, Maicol Balanta, Daniel Cataño (89. Alexis Ossa), Víctor Zapata; César Amaya (75. Jaime Sierra) Cheftrainer: José Manuel Rodríguez                        |
| Gelbe Karten         | Marco Canchila, Wilmer Boyacá – Maicol Balanta, Daniel Cataño, Luis Sierra |

### Rückspiel
| Paarung              | Atlético Bucaramanga – Fortaleza FC |
| Ergebnis             | 0:0 |
| Datum                | 12. Dezember 2015 um 19:30 Uhr (UTC−5) |
| Stadion              | Estadio Alfonso López, Bucaramanga |
| Schiedsrichter       | Jorge Guzmán |
| Tore                 | keine |
| Atlético Bucaramanga | Andrés Mosquera; Jair Palacios, Danny Cano, Luis Payares, Christian Mafla; Luis Sierra, Carlos Giraldo, Maicol Balanta, José Nájera (74. Alexis Ossa), Víctor Zapata (85. Paulo César Arango); César Amaya (85. Víctor Salazar) Cheftrainer: José Manuel Rodríguez |
| Fortaleza FC         | Juan Sebastián Duque; Carlos Pérez, Marco Canchila, Luciano Ospina, Wilmer Boyacá; Yorman Rueda, Kevin Londoño (65. John Duque), Camilo Blanco, Carlos Rodríguez (57. Kevin Salazar); Carlos Rueda, Germán González (68. Edward Cuenú) Cheftrainer: Nilton Bernal  |
| Gelbe Karten         | Carlos Giraldo, Maicol Balanta – Carlos Pérez |

## Torschützenliste
Bei gleicher Anzahl von Treffern sind die Spieler alphabetisch geordnet.
| Pl. | Spieler               | Mannschaft            | Tore |
| --- | --------------------- | --------------------- | ---- |
| 1.  | Ayron del Valle       | América de Cali       | 29   |
| 2.  | Leonardo Fabio Castro | Deportivo Pereira     | 18   |
| 3.  | Carlos Andrés Peralta | Unión Magdalena       | 17   |
| 4.  | Ernesto Farías        | América de Cali       | 14   |
| 4.  | Edis Ibargüen         | Fortaleza FC          | 14   |
| 6.  | César Amaya           | Atlético Bucaramanga  | 11   |
| 6.  | Juan David Castañeda  | Leones FC             | 11   |
| 6.  | Jairo Molina          | Bogotá FC             | 11   |
| 9.  | Diego Echeverri       | Real Cartagena        | 9    |
| 9.  | Edison Giménez        | Deportivo Pereira     | 9    |
| 9.  | Johan Gómez           | Universitario Popayán | 9    |
| 9.  | Wilmer Parra          | Real Cartagena        | 9    |
| 9.  | Juan Camilo Vela      | Universitario Popayán | 9    |